# Hypericum cordifolium
Hypericum cordifolium är en johannesörtsväxtart som beskrevs av Jacques Denys Denis Choisy. Hypericum cordifolium ingår i släktet johannesörter, och familjen johannesörtsväxter. Inga underarter finns listade i Catalogue of Life.